# Craspedothrips
Craspedothrips (лат.) — род трипсов из семейства Thripidae (Thysanoptera). Около 10 видов.

## Распространение
Встречается в тропиках. Из 10 видов, известных в этом роде, семь обитают в Африке, а остальные три — в тропической Азии. Единственный вид, зарегистрированный в Китае, широко распространен от Индии, через юго-восточную Азию до северной Австралии.

## Описание
Мелкие насекомые с четырьмя бахромчатыми крыльями. Самка макроптерная. Голова шире длины; нижнечелюстные пальпы 3-сегментные; глаза без пигментных фасеток; глазные волоски I присутствуют; волоски III длинные; четыре пары заднеглазничных волосков. Антенны 8-сегментные; сегмент I с парными дорсо-апикальными волосками; III и IV с удлиненной вершиной, чувствующие конусы вильчатые; III—VI с рядами микротрихий; V с тремя чувствующими конусами. Пронотум с двумя парами длинных постероангулярных волосков; три пары постеромаргинальных волосков. Мезонотум со срединной парой волосков у заднего края; присутствует переднемедиальная кампановидная сенсилла. Метанотум сетчатый медиально; срединная пара волосков у переднего края; имеются кампановидные сенсиллы. Переднее крыло с двумя почти полными рядами волосков; клавус с пятью жилковыми и одним дискальным волосками; реснички заднемаргинальной каймы волнистые. Простернальные ферны слабо разделены; базантры мембранозные, без волосков; простернальный край широкий и поперечный. Мезостернум с полными стерноплевральными швами; эндофурка со спинулой. Метастернальная эндофурка без спинулы. Лапки 2-сегментные. Тергиты с волосками S1 широко расставлены; II—VIII с полным краспедумом; VIII обычно с ктенидиеподобным рядом микротрихий перед каждой спиралью; IX с двумя парами кампановидных сенсилл; волоски MD широко расставлены; X с коротким раздвоением. Стерниты II—VI с лопастным краспедумом; III—VII с тремя парами постеромаргинальных волосков, II с двумя парами; волоски S1 на VII перед краем. Мало что известно о биологии видов этого рода, но minor обычно находят в жёлтых цветках кассии (Бобовые).

## Классификация
Включает около 10 видов из семейства Thripidae. Включён в подсемейство Thripinae. Род Craspedothrips разделяет с Pezothrips и Ceratothripoides наличие пары дорсо-апикальных волосков на первом усиковом сегменте. Возможно, он особенно близок к другому азиатскому роду, Aroidothrips, у видов которого наблюдается половой диморфизм усиков.
- Craspedothrips antennalis (Karny, 1915)
- Craspedothrips antennatus (Bagnall, 1914)
- Craspedothrips ghesquierei (Priesner, 1937)
- Craspedothrips hargreavesi (Karny, 1925)
- Craspedothrips malaysiae Mound, Masumoto & Okajima, 2012
- Craspedothrips minor (Bagnall, 1921)
- Craspedothrips nyanzai Mound, Masumoto & Okajima, 2012
- Craspedothrips poecilus Mound, Masumoto & Okajima, 2012
- Craspedothrips reticulatus Mound, Masumoto & Okajima, 2012
- Craspedothrips xanthocerus (Hood, 1916)